# Mustapha Cherif
Mustapha Cherif (geb. 1950) ist ein algerischer Diplomat, Politiker, Akademiker und Essayist. Er war Botschafter Algeriens in Ägypten und Minister für Hochschulwesen. Derzeit ist er Professor an der Universität Algier.
Er war ein Schüler von Jacques Berque (1910–1995) am Collège de France.
2013 gewann er zusammen mit dem Arab British Centre (Vereinigtes Königreich) den UNESCO-Sharjah-Preis für arabische Kultur
Im Oktober 2007 war er einer der 138 muslimischen Unterzeichner des an christliche Würdenträger adressierten offenen Briefes Ein gemeinsames Wort zwischen Uns und Euch, eines Appells für den Frieden und die Zusammenarbeit zwischen den beiden Weltreligionen.
Er war einer der Delegationsteilnehmer des 1., 2. und 3. Seminars des Katholisch-Muslimischen Forums.